# Historia z Los Angeles
Historia z Los Angeles (ang. L.A. Story) – amerykańska komedia romantyczna z 1991 roku w reżyserii Micka Jacksona ze Steve’em Martinem w roli głównej. Film miesza romantyczną opowieść z motywami, które zarówno wyśmiewają, jak i sławią kulturę Los Angeles.
W 2008 roku grupa scenarzystów i redaktorów z Los Angeles Times uznała film za jeden z dwudziestu najlepszych obrazów osadzonych w Los Angeles, które nakręcono w ciągu ostatnich 25 lat.

## Obsada
- Steve Martin jako Harris K. Telemacher
- Victoria Tennant jako Sara McDowel
- Richard E. Grant jako Roland Mackey
- Marilu Henner jako Trudi
- Sarah Jessica Parker jako SanDeE*
- Susan Forristal jako Ariel
- Kevin Pollak jako Frank Swan
- Sam McMurray jako Morris Frost
- Patrick Stewart jako pan Perdue

Niewymienieni w napisach:
- Chevy Chase jako Carlo Christopher
- Woody Harrelson jako szef Harrisa
- Paula Abdul jako wrotkarka
- Rick Moranis jako grabarz
- Martin Lawrence
- Terry Jones
- John Lithgow
- Scott Bakula

## Fabuła
Harris K. Telemacher jest prezenterem pogody w jednej z lokalnych stacji telewizyjnych w Los Angeles. Jego ułożone życie kończy się, kiedy rozstaje się ze swoją dziewczyną Trudi. Popada przez to w depresję i kiedy na nowo chce nadać swojemu życiu sens, przypadkowo spotyka Sarę – dziennikarkę z Londynu, w której się zadurza. Pewnej nocy wracając do domu psuje mu się na drodze samochód. Na poboczu zauważa billboard, który wyświetla dla niego wiadomości oraz udziela zagadkowych rad dotyczących jego życia miłosnego. Harris zaczyna coraz bardziej zakochiwać się w Sarze, która w tym samym czasie usiłuje się pogodzić ze swoim byłym mężem Rolandem. Uznając, że związek między nimi jest mało realny, Harris zaczyna spotykać się z SanDeE*, dziewczyną którą poznał w sklepie odzieżowym. Po pierwszej wspólnej randce dowiaduje się, że jego była narzeczona Trudi przez trzy lata zdradzała go z jego agentem. To odkrycie sprawia, że chce jeszcze raz zawalczyć o miłość Sary, co jest tym trudniejsze z powodu jego relacji z SanDeE* i niepewnego uczucia Sary do byłego męża. Ostatecznie za namową przydrożnego billboardu, z powodzeniem zdobywa jej względy.

## Ścieżka dźwiękowa
Chociaż na ścieżce dźwiękowej znalazło się wiele udanych piosenek, to nigdy nie została ona wydana na płycie. Trzy z nich: „On Your Shore”, „Exile” i „Epona”. nagrała Enya. 
Lista utworów
1. Epona (Enya)
2. Exile (Enya)
3. On Your Shore (Enya)
4. Do Wah Diddy, Diddy (Manfred Mann)
5. I've Had My Moments (Charles Trenet)
6. Wild Thing (Chip Taylor)
7. Ain't That A Shame (Fats Domino)
8. Smoke Rings (Stéphane Grappelli, Django Reinhardt)
9. Amazing Grace
10. Clouds
11. V symfonia Beethovena

## Ciekawostki
- Sceny początkowe są odniesieniem do filmu Słodkie życie Federico Felliniego[2].
- Niektóre ze scen, które pojawiły się w trailerze, nie znalazły się w filmie[2].
- Steve Martin i Victoria Tennant pobrali się podczas realizacji filmu[2].
- Tablica rejestracyjna o numerze 2GAT123 pojawia się też w takich filmach, jak: Gliniarz z Beverly Hills II, Podaj dalej, Traffic, Piękna i szalona, Mulholland Drive, S.W.A.T. Jednostka Specjalna oraz serialu Dwóch i pół. Jest to standardowa, fikcyjna, kalifornijska tablica rejestracyjna podobnie jak numer telefonu 555[2].
- We wczesnych szkicach scenariusza ujawniono, że billboard komunikuje się z ludźmi ponieważ kosmita przebrany za mechanika dokonał w nim przeróbek. Rolę tę zaczęto pisać z myślą o Jonie Pertwee, ale ponieważ z powodów zdrowotnych nie mógł jej przyjąć, scenariusz przerobiono i jego postać została usunięta[2].